# Glaphyromorphus nigricaudis
Espèce
Synonymes
- Mocoa nigricaudis Macleay, 1877
- Hinulia atrocostata Macleay, 1877
- Lygosoma elegantulum Peters & Doria, 1878
- Lygosoma wirzi Roux, 1919
- Sphenomorphus nigricaudis (Macleay, 1877)
- Sphenomorphus wirzi (Roux, 1919)

Glaphyromorphus nigricaudis est une espèce de sauriens de la famille des Scincidae.

## Répartition
Cette espèce se rencontre :
- en Nouvelle-Guinée ;
- en Australie dans le Territoire du Nord et dans le Queensland.

## Publication originale
- Macleay, 1877 : The lizards of the Chevert Expedition. Proceedings of the Linnean Society of New South Wales, vol. 2, p. 60-69 & 97-104 (texte intégral).